# Óscar Bagüí
Óscar Bagüí (Borbón, 10 dicembre 1982) è un ex calciatore ecuadoriano, di ruolo difensore.